# 三桃食品四国工場
三桃食品株式会社四国工場（みつももしょくひんかぶしきがいしゃしこくこうじょう）は、愛媛県松山市に本社を置き、中華系惣菜（餃子、饅頭、焼売）を中心とする食料品の製造・販売を主としていた企業。
三桃食品株式会社の単なる1工場と思われがちだが、独立した企業であった。

## 概要
1971年に創業。1986年7月に株式会社へ改組。三桃食品、三桃食品株式会社東北工場（山形県米沢市）、三桃食品株式会社九州工場（福岡県久留米市）と連携しながら、中華系惣菜（餃子、饅頭、焼売）を中心とする食料品の製造・販売を行っていた。
しかし、三桃食品同様に、個人消費の低迷、価格競争により同社の売上高は減少に転じると同時に業績は悪化。これを受けて、三桃食品四国工場は2014年2月28日に全事業を停止。同年9月26日に松山地方裁判所から破産手続開始決定を受けた。負債総額は約4億円。
三桃食品自体も、三桃食品四国工場の事業停止後の8ヵ月後である2014年11月20日に全事業を停止。2015年4月13日に静岡地方裁判所から破産手続開始決定を受けた。協力企業であった三桃食品株式会社東北工場も、2019年2月15日に山形地方裁判所米沢支部に民事再生法適用を申請したが、同年8月15日に民事再生手続廃止決定を受けた。

## かつての関連企業
- 三桃食品株式会社 - 2015年4月13日に静岡地方裁判所から破産手続開始決定、2016年12月21日に法人格消滅。
- 三桃食品株式会社東北工場 - 三桃食品の経営破綻後に独立、2019年2月15日に山形地方裁判所米沢支部に民事再生法適用を申請したが[5]、同年8月15日に破産手続開始決定[6][7]。2022年1月25日に法人格消滅。事業は株式会社シンセイ食品へ譲渡。
- 三桃食品株式会社九州工場 - 三桃食品の経営破綻後に独立。2020年6月にヒライの子会社化。